# لي آي-ران
لي آى-ران (بالإنجليزية: Lee Ae-ran)‏ هي ناشطة سياسية من مواليد عام 1964. بعد أن هرب أجدادها إلى كوريا الجنوبية، تم إرسالها وعائلتها إلى معسكر للعمل في كوريا الشمالية. سُجنت لي آى-ران هناك لمدة ثماني سنوات وفي عام 1997، تمكنت لي آى-ران من الهروب إلى كوريا الجنوبية بعد أن نشر قريب أمريكي مذكرات تفيد بأن والد لي كان متورطًا في جهود مناهضة للنظام.
أسّست لي آى-ران في عام 2005 برنامج المنح القيادية العالمية، الذي يمنح منح دراسية للطلاب الكوريين الشماليين لتعلم اللغة الإنجليزية. وفي عام 2008، أصبحت لي آى-ران أول ناشطة من كوريا الشمالية تترشح لمقعد في الجمعية الوطنية، ثم أصبحت لي في عام 2009 أول امرأة كورية شمالية منشقة تحصل على الدكتوراه، والتي حصلت عليها من جامعة إمها للنساء في موضوع الغذاء والتغذية. أسّست لي أيضًا في عام 2009 منظمة هانا ديفاكتور للمرأة، وهي منظمة غير حكومية تعطي نساء كوريا الشمالية اللواتي يعشن في كوريا الجنوبية تدريبًا وظيفيًا، ورعاية أطفالهن، وتدعمهن تعليميًا، وتدربهن على حقوق الإنسان.
أصبحت لي اعتبارًا من عام 2012 مسؤولة عن المعهد الكوري الشمالي للأغذية التقليدية، الذي يقدم التدريب المهني للكوريين الشماليين الهاربين ويحاول التقريب بين كوريا الشمالية والجنوبية عن طريق تدريس ثقافة بيونج يانج الغذائية. قاد لي إضرابًا عن الطعام دام 18 يومًا أمام السفارة الصينية في عام 2012، احتجاجًا على إعادة اللاجئين الكوريين الشماليين المحتجزين في الصين إلى بلادهم.
حصلت لي على جائزة نساء الشجاعة الدولية لعام 2010.